# Сёдерхамн
Сёдерхамн (швед. Söderhamn) — город в Швеции, на берегу Ботнического залива. Административный центр Сёдерхамнской коммуны Евлеборгского лена. Туристический центр.
Один из крупнейших городов в исторической провинции Хельсингланд.  
Расположен в 75 км к северу от центра лена Евле. Население — 12 056 человек (2006).
Хоккейный клуб «Бруберг», названный по одному из кварталов города, является неоднократным обладателем Кубка мира по хоккею с мячом.